# Кабальное кредитование
Кабальное кредитование (хищническое кредитование) — практика выдачи кредитов с использованием чрезвычайно высокой процентной ставки.
Способы кабального кредитования включают прямой обман заёмщиков, агрессивные методы продаж, использование неосведомлённости заёмщиков в финансовых вопросах, запутанные договорные условия и другие. Иногда организации берут ссуды у официальных кредиторов микрофинансирования под небольшие проценты в рамках международных инициатив по преодолению бедности и предоставляют ссуды бедным заёмщикам, не имеющим возможности получить эти кредиты непосредственно, но уже под очень большие проценты.
В некоторых странах кабальное кредитование запрещено законом. В других оно порицается и ведётся широкая разъяснительная работа, направленная на предотвращение ущерба для заёмщиков. Исторически сложилось, что многие ростовщики занимаются кабальным кредитованием и ведут свою деятельность на грани между юридически разрешённой и преступной деятельностью. Во многих странах люди, занятые кабальным кредитованием, являются частью организованной преступности и мафиозных структур.

## По странам

### США
Специальный доклад Федеральной корпорации по страхованию вкладов определяет кабальное кредитование (англ. predatory lending) как «возложение несправедливых и жестоких условий на заемщиков». Другие правительственные органы используют данный термин для описания различных противоправных действий в области кредитования.
Другие типы кредитования, относимые к кабальным, включают:
- кредит до зарплаты;
- кредитные карты и другие формы потребительского кредита и овердрафта, эффективные процентные ставки по которым значительно превышают рыночный уровень[4].

Кабальные кредиты обычно ориентированы на наименее образованные слои населения, однако их жертвами нередко становятся представители всех демографических категорий.

### Великобритания
- Ноябрь 2013. После финансового кризиса 2008—2012 в Британии наблюдается рост кабального кредитования. Особенное внимание привлекла к себе компания Wonga, предоставляющая микро-кредиты под 37 % в месяц (444 % годовых). В связи с этим правительство консерваторов заявило о своем намерении ввести ограничения на процентные ставки[7].

### Россия
В 2010 году вступил в действие федеральный закон «О микрофинансовой деятельности и микрофинансовых организациях», который не содержит запретов или ограничений на сверхвысокие процентные ставки по кредитам и займам. На основании закона в России действуют компании, предоставляющие кредиты по ставкам, превышающим ставку рефинансирования Центробанка РФ в десятки раз, например (по убыванию годовой ставки):
- «Деньги напрокат» — займы физическим лицам по ставке 2,5 % в день (900 % годовых).
- «Активденьги» — микрокредиты без залога по ставке 2 % в день (732 % годовых). Отделения компании действуют в нескольких крупных городах России[8];

Количество организаций, оказывающих кабальные кредитные услуги (2 %-3 % в день) в России растёт — в течение 2013 года их количество увеличилось на 1700 и составило 4300.

По мнению главы комитета по финансовым рынкам Торгово-промышленной палаты России, Я. М. Миркина:

Область (российской экономики), на которую страшно смотреть, — это микрофинансовые организации. В 2012 году их число выросло до 2,4 тысяч, в 1,8 раз. К ноябрю 2013 году — ещё в 1,7 раз, и теперь их более 4700. Пока это зона ростовщичества, полной непрозрачности, кредитов до «получки» под 1000 % в месяц и обещаний инвесторам выплатить 20-25 % годовых, по меньшей мере. Это мыльный пузырь, который обязательно лопнет с огромными скандалами.

С начала 2019 года Центробанк России вводит ряд ограничений на рынке микрозаймов:
- с 28 января кредиторы не могут требовать с заемщика больше 2,5 размера займа, а ежедневная процентная ставка ограничена 1,5 %;
- с 1 июля 2019 максимальная ежедневная процентная ставка составляет 1 % (365 % годовых), а максимальный размер выплат, которые кредиторы могут потребовать с заемщика, ограничивается до двукратного от суммы кредита (включая проценты, штрафы и другие платежи, относящихся к кредиту);
- с 2020 года нельзя будет потребовать с клиента больше полуторакратного размера займа.
- С 1 июля 2023 года предельная ставка по займам на сумму до 30 000 рублей сроком до 30 дней составляет 0,8 % в день, максимально возможная сумма всех начислений по договору — 1,3 размера займа.

Регулирование рынка микрозаймов привело к сокращению количества игроков на рынке МФО с 4 до 2 тысяч, к началу 2019 года оно продолжит снижаться.

### Белоруссия
В Белоруссии по состоянию на 29 января 2018 года действовали 14 микрофинансовых организаций, при этом с 1 апреля 2018 года установлены годовые предельные ставки по микрозаймам, которые они выдают:
- Для некоммерческих микрофинансовых организаций, созданных в организационно-правовой форме фонда (их 8 на 29 января 2018 года) — 100 % ставки рефинансирования Национального банка, установленной на дату заключения договора;
- Для потребительских кооперативов финансовой взаимопомощи (их 6 на 29 января 2018 года) — 200 % ставки рефинансирования Национального банка, установленной на дату заключения договора.

### Украина
На Украине, согласно Всеукраинской ассоциации финансовых компаний, на 31.12.2016 зарегистрировано 650 финансовых компаний, которые имеют право выдавать микрозаймы.
Большинство микрофинансовых организаций на Украине выдают деньги наличными или онлайн на банковскую карту заемщика. 
На данный момент на Украине ограничений по максимальной величине процентной ставки нет. При этом, 14 марта 2019 года Национальная комиссия по ценным бумагам и фондовому рынку подала на рассмотрение проект распоряжения, который вводит дополнительное регулирование на рынке микрозаймов на Украине.

### Казахстан
В Казахстане деятельность МФО регулируется Законом Республики Казахстан от 26 ноября 2012 года № 56-V «О микрофинансовых организациях» (с изменениями дополнениями по состоянию на 02.04.2019). Всего в стране, по состоянию на 01.01.2021 работает 229 МФО, которые за 2020 год выдали кредитов на 575 млрд тенге.  
С 12.07.2018 года в Казахстане установлена максимальная процентная ставка на уровне 100% годовых.  
26 июня 2019 года президент Республики Казахстан К.Токаев подписал закон «О мерах по снижению долговой нагрузки граждан Республики Казахстан» согласно которому буду списаны долги в банках и МФО для почти 500 000 малоимущим казахским заемщикам.

## Терминология
В английском языке людей, занятых нелегальным кабальным кредитованием, называют «кредитными акулами» (англ. loan sharks). Считается, что термин возник как метафора: хищная рыба выслеживает подходящую жертву и нападает на неё. Однако есть версия, что термин произошел от названия одной из карточных ловушек — «card shark». используемой шулерами XIX века.